# بيتر دانيال برون
بيتر دانيال برون هو محامي وقاضي وسياسي دنماركي، ولد في 18 ديسمبر 1796، وتوفي في 7 يونيو 1864.